# Miagrammopes ferdinandi
Miagrammopes ferdinandi là một loài nhện trong họ Uloboridae.
Loài này thuộc chi Miagrammopes. Miagrammopes ferdinandi được Octavius Pickard-Cambridge miêu tả năm 1870.